# جون كاماتا
جون كاماتا (باليابانية: 嘉味田 隼) (17 يناير 1992 في واكاياما في اليابان – )؛ هو لاعب كرة قدم ياباني سابق كان يلعب كحارس مرمى.

## وصلات خارجية
- جون كاماتا على موقع الاتحاد الدولي (مؤرشف)  (الإنجليزية)
- جون كاماتا على موقع رابطة كرة القدم اليابانية للمحترفين (اليابانية)
- جون كاماتا على موقع قاعدة بيانات كرة القدم.إي يو (الإنجليزية)
- جون كاماتا على موقع Soccerway.com (الإنجليزية)
- جون كاماتا على موقع عالم كرة القدم.نت (الإنجليزية)
- جون كاماتا على موقع كووورة